# Rockall
Rockall é um pequeno ilhéu rochoso granítico com cerca de 784 m2 sito no Oceano Atlântico no interior da zona económica exclusiva do Reino Unido. Em 1997, o Reino Unido ratificou a Convenção das Nações Unidas sobre o Direito do Mar (LOSC) o que impede qualquer utilização do ilhéu para estender as águas britânicas para além do seu atual limite.
Rockall é um ilhéu extremamente desolado e remoto: o local habitado mais próximo é a ilha North Uist nas Hébridas Exteriores, a 370 km a leste. É o pico de um antigo vulcão, e é regularmente coberto por grandes ondas de tempestades, especialmente no inverno.
Rockall é disputado entre o Reino Unido, República da Irlanda, Islândia e Dinamarca.

## Importância

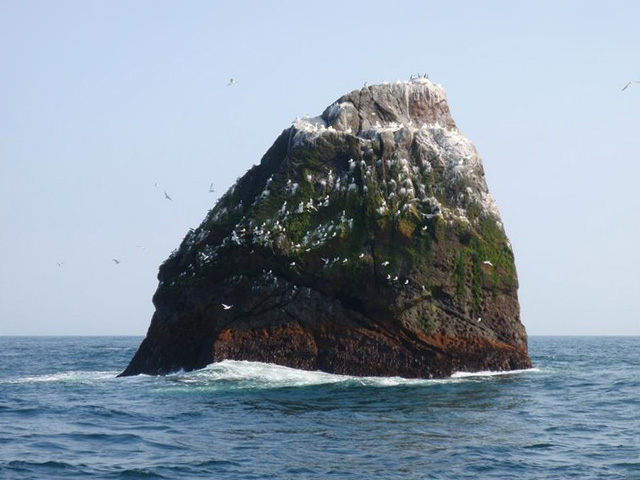
Fotografia de Rockall

A sua importância radica no facto de o Reino Unido, apesar de o ilhéu não ter uma zona económica exclusiva, reivindicar para si o direito sobre os recursos do leito submarino ao redor de Rockall. Contudo, tal reivindicação choca com as pretensões sobre o mesmo território por parte da Islândia, das Ilhas Faroé (Dinamarca) e da República da Irlanda.
Em 1997 a organização Greenpeace ocupou o ilhéu em protesto pela exploração de jazidas petrolíferas por parte dos britânicos. Mudaram o seu nome para Waveland e proclamaram simbolicamente a sua independência como um novo estado. O governo britânico limitou-se a autorizar a sua permanência no rochedo. O protesto durou até 1999 quando acabou por falta de fundos. Durante esse período Rockall chegou a ser ocupado durante 42 dias seguidos, o mais longo período de sempre.
Em 8 de fevereiro de 2000, o barco oceanográfico inglês R.S.S. Discovery registou uma onda de 29,1 metros, a maior onda medida até ao momento. Isto aconteceu nas proximidades do ilhéu de Rockall durante um temporal com ventos de força 9 e ondas de 18 metros de altura média.
Em setembro de 2007 o estado britânico deu a conhecer a sua pretensão de estender a soberania sobre a área marítima ao redor de Rockall até 350 milhas náuticas (563,3 km).